# SWI-Prolog
SWI-Prolog é uma implementação em código aberto da linguagem de programação Prolog. Seu autor principal é Jan Wielemaker. Em desenvolvimento contínuo desde 1987, SWI-Prolog possui um rico conjunto de características, bibliotecas (incluindo sua própria biblioteca para GUI, XPCE), ferramentas (incluindo um IDE) e uma documentação extensiva. SWI-Prolog funciona nas plataformas Unix, Windows e Macintosh.
O nome SWI é derivado de Sociaal-Wetenschappelijke Informatica ("Ciências Sociais Informática"), o antigo nome do grupo na Universidade de Amsterdão onde Wielemaker está empregado. O nome desse grupo mudou para HCS (Human-Computer Studies).

## Ligações Externas
- SWI-Prolog website (em inglês)
- SWI-Prolog para WinCE (em inglês)
- Tutorial sobre programação em Prolog e exemplos